# Gmach Centrali Pocztowej Kasy Oszczędności w Warszawie
Gmach Centrali Pocztowej Kasy Oszczędności w Warszawie – wybudowany w latach 1938–1939 i zniszczony w roku 1944 modernistyczny budynek zlokalizowany przy ul. Marszałkowskiej nr 134 (róg ul. Świętokrzyskiej nr 37) w Warszawie. Został zaprojektowany przez Bolesława Szmidta i Józefa Vogtmana jako siedziba zarządu Pocztowej Kasy Oszczędności (PKO).

## Historia
Szybki rozwój P.K.O. w latach 30. spowodował, że jej siedziba przy ul. Świętokrzyskiej 31/33 przestała wystarczać do zaspokojenia wszystkich potrzeb biurowych. Z tego powodu bank nabył wybudowaną w 1863 dwupiętrową kamienicę Grzegorza Stiagatowa (projekt: Józef Orłowski), którą wyburzono w 1936 lub 1938. Na tak pozyskanym placu w latach 1938–1939 wzniesiono gmach nowej Centrali PKO. Planowano połączyć go z budynkiem przy ul. Świętokrzyskiej 31/33 i w tym celu wykupiono siedmiopiętrową, 27-letnią kamienicę o żelbetonowej konstrukcji znajdującą się pod numerem 35. Po jej wyburzeniu dokonanym w połowie 1939 planowano wznieść w tym miejscu plombę, lecz zamierzenia te przerwał wybuch II wojny światowej.
W trakcie obrony stolicy we wrześniu 1939 w gmachu od 17 września mieściła się siedziba Dowództwa Obrony Warszawy, przeniesiona tam z pałacu Zamoyskich przy ul. Nowy Świat.
Podczas okupacji niemieckiej obiekt służył Miejskim Zakładom Komunikacyjnym. W tym czasie na budynku umieszczona była wielka flaga hitlerowska, którą według relacji Aleksandra Kamińskiego zawartej w książce Kamienie na szaniec zerwał harcerz Szarych Szeregów Alek Dawidowski.
Gmach był eksploatowany niespełna 5 lat. W 1944 został zrujnowany podczas powstania warszawskiego.
Gmachu po zniszczeniach wojennych nie odbudowano. Jego szkielet stał do lat 60., kiedy został rozebrany. Plac po nim stał pusty do roku 2013. Wówczas to w tym miejscu wzniesiono betonową wiatę, osłaniającą południowo-wschodnie wejście do stacji metra Świętokrzyska. Przed rozpoczęciem budowy drugiej linii metra w ocalałych podziemiach budynku mieścił się klub „Underground”. Na fragmencie posesji, na której znajdował się gmach, oraz na działkach sąsiednich, w latach 2016–2018 zbudowano gmach biurowy Centrum Marszałkowska.

## Architektura
Obiekt został wzniesiony w stylu luksusowego funkcjonalizmu. Miał osiem pięter, opartych na przyziemiu z okrągłołukowo zwieńczonymi podcieniami. Zewnętrzne elewacje były licowane jasnym kamieniem. Narożnik budynku przy skrzyżowaniu ulic Marszałkowskiej i Świętokrzyskiej miał charakterystyczny zaokrąglony kształt. W nim wybite było główne wejście do sal operacyjnych banku położonych w przyziemiu. Bryła budynku powyżej piątego piętra miała charakter belwederu od strony południowej węższego niż niższa część elewacji. Gmach posiadał niewielkie, kwadratowe otwory okienne oraz niską nadbudowę w formie rotundy.
Wnętrza budynku Centrali PKO ozdobiono m.in. kolorowymi stiukami, marmurami i alabastrem.
Jeden ze współprojektantów gmachu Bolesław Szmidt opisał wiele jego elementów na łamach miesięcznika „Architektura i Budownictwo” (1939 nr 3) w artykule pt. Rozbudowa gmachów Centrali PKO w Warszawie.

## Galeria

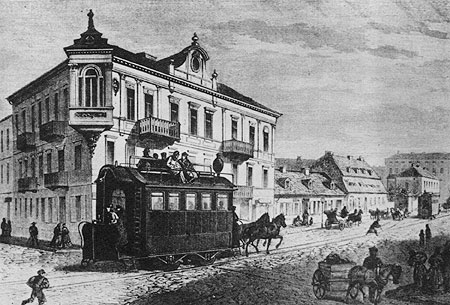
Kamienica Grzegorza Stiagatowa (rycina z 1867), na miejscu której w latach 1938–1939 wzniesiono gmach Centrali PKO
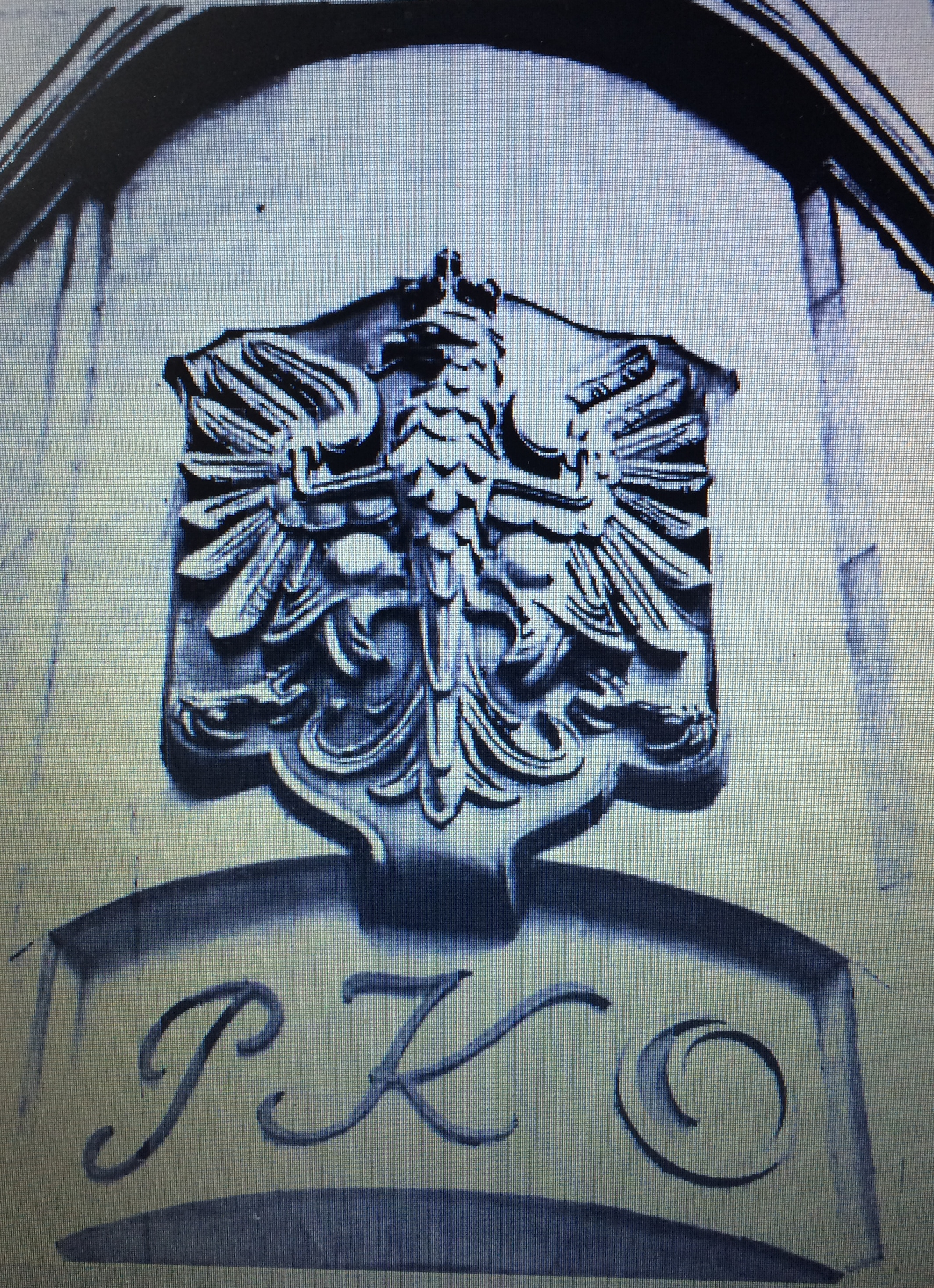
Godło państwowe nad wejściem do gmachu Centrali PKO
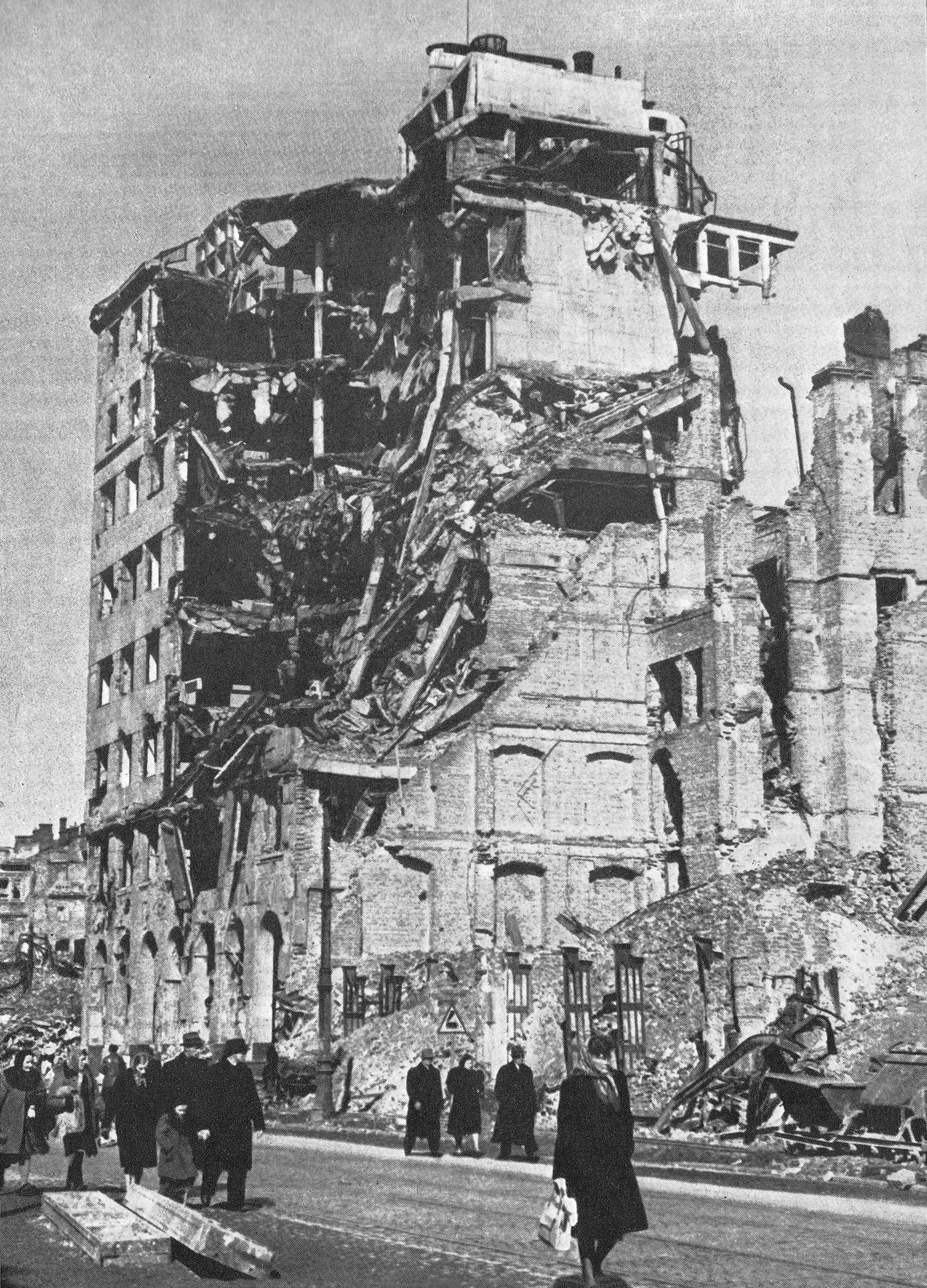
Gmach Centrali PKO po zniszczeniach dokonanych w 1944
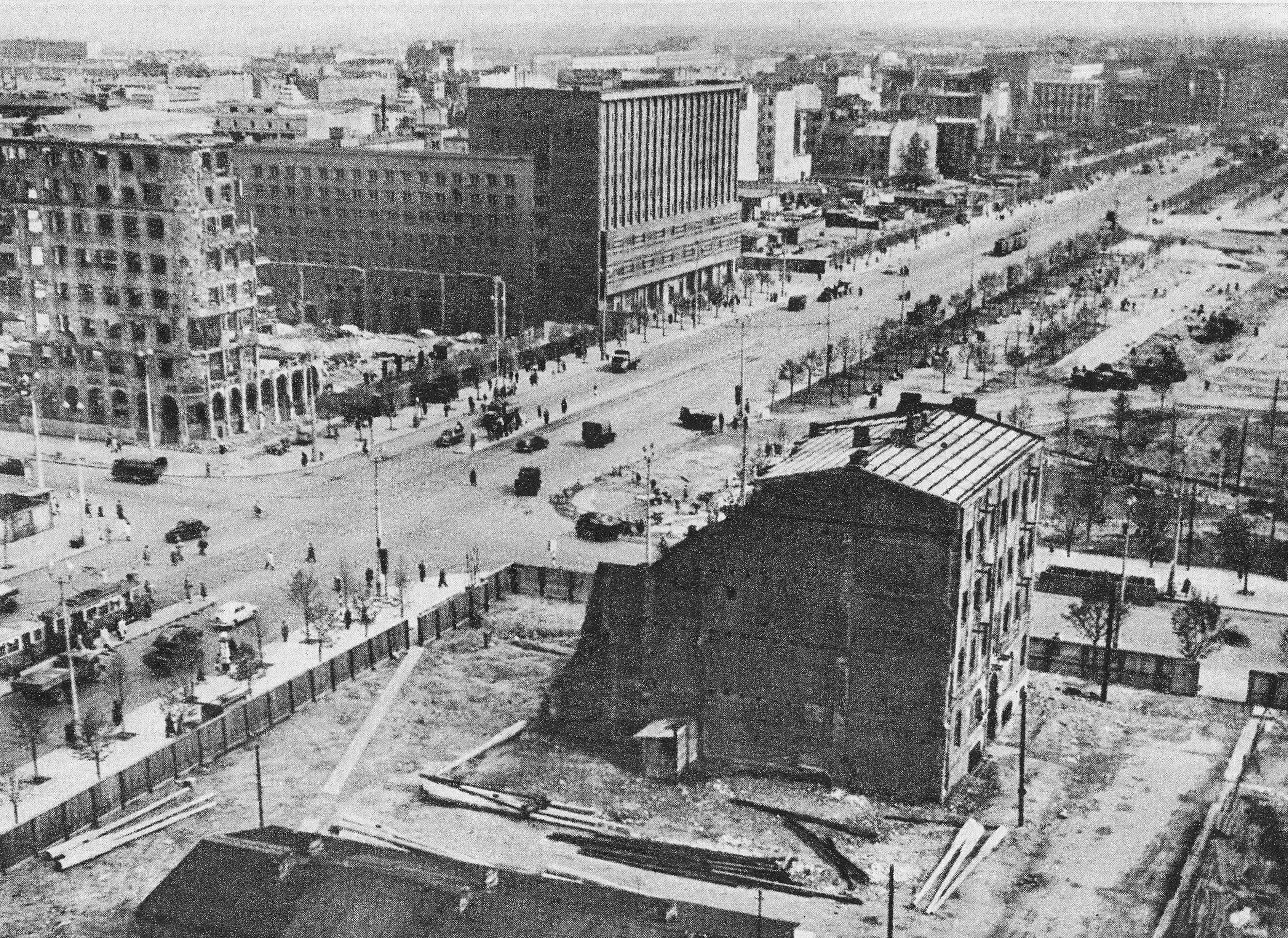
Skrzyżowanie ul. Marszałkowskiej z ul. Świętokrzyską między 1945 a 1960 – z lewej strony widoczne ruiny gmachu Centrali PKO
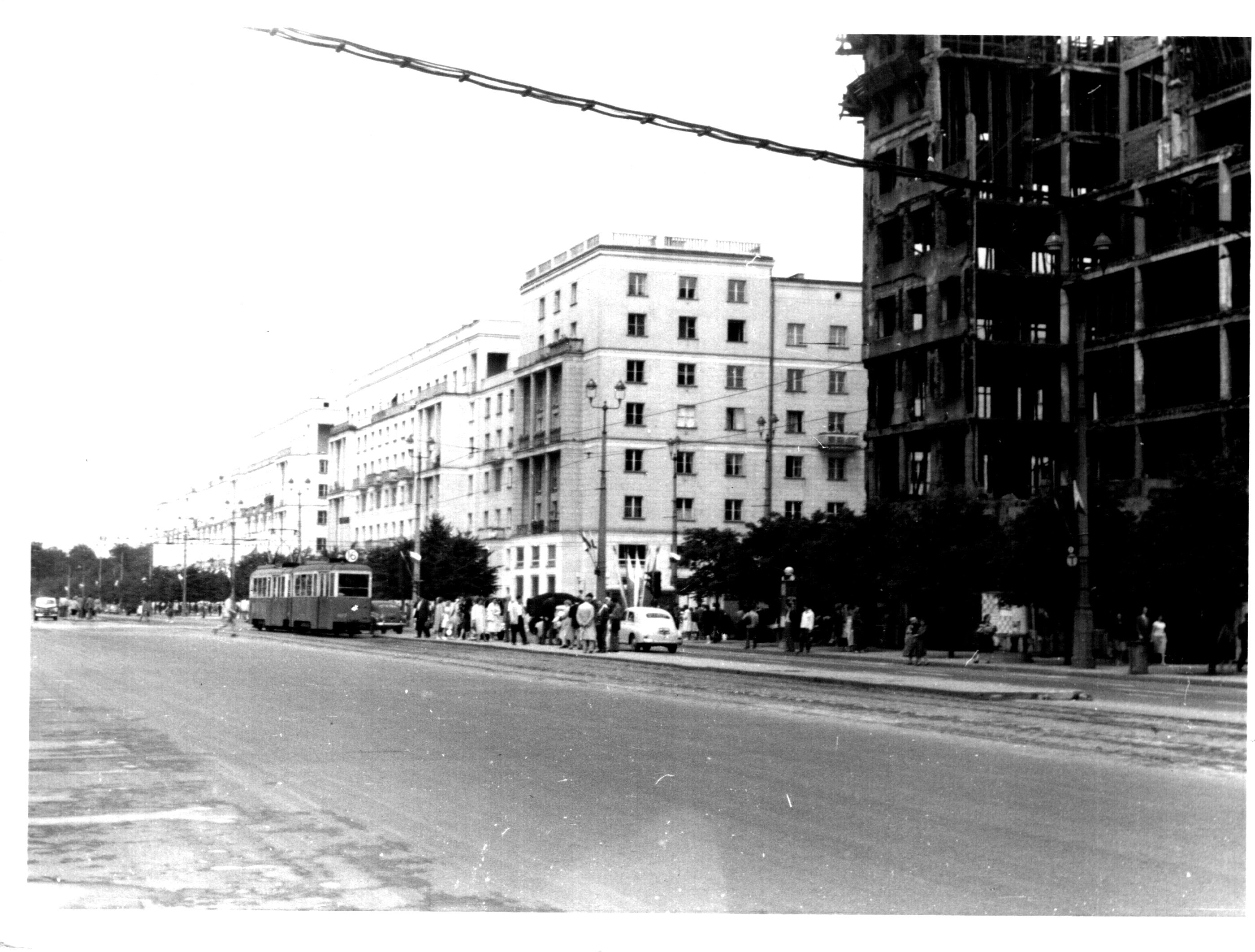
Ruiny gmachu Centrali PKO w 1960 na rogu ul. Marszałkowskiej i ul. Świętokrzyskiej (z prawej strony)
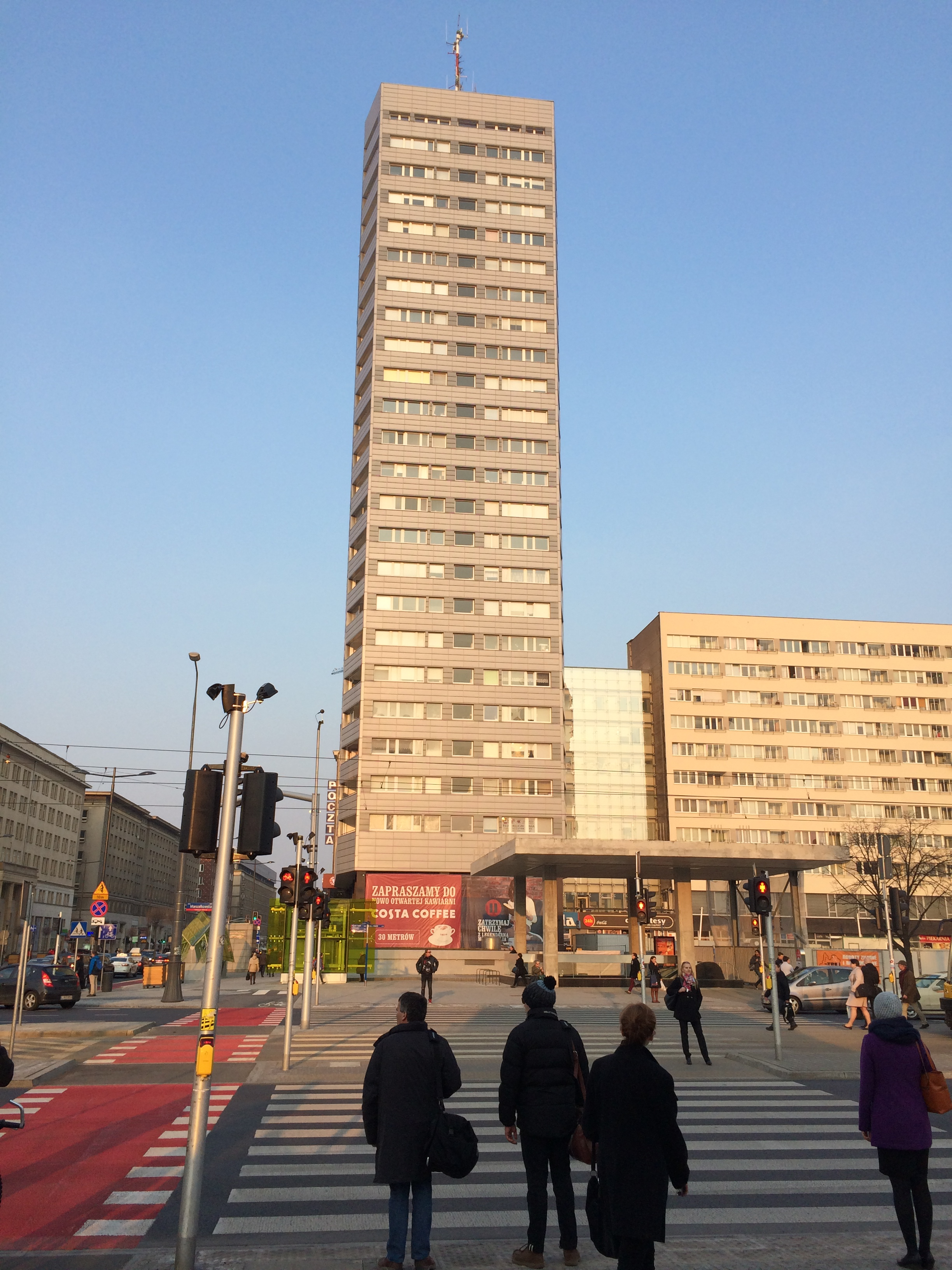
Miejsce po gmachu Centrali PKO przy skrzyżowaniu ul. Marszałkowskiej i Świętokrzyskiej